# Nishi Tsubasa
Nishi Tsubasa (西翼 sinh ngày 8 tháng 4 năm 1990) là một cầu thủ bóng đá Nhật Bản thi đấu cho MFK Zemplín Michalovce ở vị trí tiền vệ, mượn từ Legia Warszawa.

## Sự nghiệp câu lạc bộ

### MFK Zemplín Michalovce
Nishi ra mắt chuyên nghiệp cho MFK Zemplín Michalovce trước ŠK Slovan Bratislava ngày 18 tháng 2 năm 2018.